# Гірнича промисловість Катару
Гірнича промисловість Катару.

## Нафто- та газовидобуток
Див. Нафтова і газова промисловість Катару
Нафто- та газовидобуток і переробка вуглеводнів складають основу економіки країни. Для роботи в нафто- і газодобувній та нафтопереробній галузі спостерігається притік іммігрантів.
Видобуток нафти почався у 1940, але був перерваний Другою світовою війною. З 1947 нафтова компанія «Петролеум девелопмент компані ов Катар» знову приступила до експлуатації родовища в околицях Духана на західному узбережжі країни, а у 1949 в Європу був відправлений перший танкер з 15 тис. т нафти. З 1952 ця компанія поступилася своїми правами дочірній компанії «Катар петролеум компані». У 1960 англійська компанія «Шелл Катар», що мала довгострокову концесію в територіальних водах Катару, почала розробку шельфового нафтового родовища. У 1975 уряд викупив капітал концесіонерів і встановив контроль над обома компаніями. У 1974 для експлуатації нафтогазових родовищ і контролю за діяльністю іноземних фірм, зайнятих в нафтогазодобувній і нафтогазопереробній промисловості, була створена державна Генеральна нафтова корпорація. У 1997 видобуток нафти досяг 65 тис. т на добу.
У 2000 в Катарі видобувалося 863 000 бар/добу вуглеводнів (нафта, газ і конденсат).
У 2002 р Катар видобуває 757 тис. бар. сирої нафти на добу, але до 2004 року планує довести цей об'єм до 1,03 млн барелів.
Переробка нафти в країні ведеться з 1974. На початку XXI ст. в Умм-Саїді працюють два нафтопереробних заводи. Компанія The National Oil Distribution Co. (NODCO) модернізує виробництво в Умм-Саїді зі збільшенням його потужностей з 57 500 бар./добу до 137 000 бар./добу. В Ras Laffan будується ще один завод продуктивністю 80 000 бар./добу.
Природний газ. На початку XXI ст. Катар є одним з найбільших у світі продуцентом і експортером природного газу. У 1997 почалася розробка розташованого в морі одного з найбільших у світі родовищ природного газу Норт-Філд (що частково належить Ірану), яке містить близько 15% доведених світових запасів.
Після Алжиру і Малайзії (по 30–31 млрд м³ зрідженого газу) Катар — третій перспективний провідний продуцент зрідженого газу у світі. Прогноз виробництва зрідженого природного газу до 2010 р. — 22,0 млрд м³.
Компанія Shell планує побудувати в Катарі завод по виробництву синтетичного рідкого палива (GTL), що складається з двох технологічних ліній на потужністю по 75 000 бар./добу. Це вдвічі перевищує первинні плани компанії. На кожній лінії протягом 20–25 років буде перероблено по 141,5 млрд м³ природного газу. Необхідні інвестиції — 3–4 млрд дол. Qatar Petroleum і компанія Sasol (ПАР) розробляють плани будівництва заводу потужністю 34 тис. бар./добу. Компанія ExxonMobil має намір побудувати в країні завод потужністю 100 тис. бар./добу [Petroleum Economist. 2002. V.69, № 12].
Газо- та нафтопроводи. Газ транспортується з району видобутку в районі Духана в Умм-Саїд і Доху по трубопроводах протяжністю 400 км, а нафта з того ж району в Умм-Саїд по трубопроводу довжиною 235 км. Проект «Дельфін» поєднає газові енергосистеми Катару, ОАЕ і Оману, Кувейт також зможе купувати катарський газ (North Field) через компанію ExxonMobil.
Відповідно до 25-літнього контракту з катарською компанією Dolphin Energy Ltd. (DEL) газ з Катару починаючи з 2003 р. буде поступати декільком енергетичним компаніям з ОАЕ, в тому числі заводу по опрісненню морської води в Фуджейрі. Довжина газопроводу, зведення якого планується закінчити наприкінці 2003, становитиме 182 км. Його пропускна здатність — до 3,4 млн м³ природного газу.

## Переробка інших корисних копалин
У Катарі розвиваються також нові галузі — виробництво добрив, металургійна, цементна (завод в Умм-Бабі). Великий сталеплавильний комплекс в Умм-Саїді працює на привізній сировині.
Воду, як питну, так і для зрошування, забирають з артезіанських свердловин або колодязів.

## Підготовка кадрів
У Доха з 1973 діє університет, який включає 7 коледжів: педагогічний, суспільно-науковий, природно-науковий, ісламознавства, технічний, менеджменту і економіки. Вищу освіту гірничого, геологічного профілю катарці отримують за кордоном, в основному в США.